# Тёмкин, Марк Моисеевич
Марк Моисеевич Тёмкин (2 декабря 1895, Козелец, Козелецкая волость, Козелецкий уезд, Черниговская губерния, Российская империя — 1980, Москва, СССР) — советский партийный деятель, ответственный секретарь Черниговского губернского комитета КП(б)У, ответственный секретарь Бердичевского окружного комитета КП(б)У, 1-й секретарь Удмуртского областного комитета ВКП(б). Член ЦК КП(б)У в январе 1934 — мае 1937 г. Член Комиссии партийного контроля при ЦК ВКП(б) в феврале 1934—1939 г.

## Биография
Родился 2 декабря 1895 в городе Козелец Черниговской губернии Российской империи (ныне в составе Черниговского района Черниговской области Украины), в семье еврейского музыканта. С 1911 года учился в Черниговской земской фельдшерской школе, принимал участие в революционной деятельности.
Член РСДРП(б) с 1914 года.
В 1915 году за распространение большевистских прокламаций был арестован и сослан в Сибирь. После Февральской революции 1917 года вернулся в Чернигов, где работал в партийной организации.
В 1918—1921 годах — на военно-политической работе в Красной армии: комиссар отряда, комиссар полка и дивизии. Был начальником отдела политического просвещения Политического управления Народного комиссариата по военным и морским делам Украинской ССР, начальником агитационно-пропагандистского отдела политического отдела 10-й, 4-й и 17-й стрелковых дивизий 16-й армии РККА Западного фронта. В 1921 году принимал участие в ликвидации Кронштадтского восстания.
В 1921 году — заведующий организационного отдела Черниговского губернского комитета КП(б)У; ответственный секретарь Черниговского губернского комитета КП(б)У. Затем работал ответственным секретарем Петровского районного комитета КП(б)У, уполномоченным профсоюзного комитета.
В 1925—1927 годах — ответственный секретарь Бердичевского окружного комитета КП(б)У.
В 1927 году работал инструктором Уральского областного комитета ВКП(б). В октябре 1927 — июне 1929 года — ответственный секретарь Верхне-Камского окружного комитета ВКП(б) Уральской области.
В июле 1929—1930 годах — слушатель Курсов марксизма-ленинизма.
В ноябре 1930 — феврале 1933 года — ответственный (1-й) секретарь Вотского (Удмуртского) областного комитета ВКП(б).
В 1933—1934 годах — начальник Политического сектора машинно-тракторных станций (МТС) областного земельного управления Одесской области.
В 1934—1937 годах — руководитель Сельскохозяйственной группы Комиссии партийного контроля при ЦК ВКП(б). В 1937—1939 годах — заместитель секретаря комитета ВКП(б) Народного комиссариата зерновых и животноводческих совхозов СССР.
В 1939—1941 годах — студент Промышленной академии в Москве. В 1941 году учился в Московском инженерно-экономическом институте.
С 1941 года — в Красной армии, участник Великой Отечественной войны. Служил политическим инспектором Главного санитарного управления РККА, начальником отдела полевого управления 6-й танковой армии, начальником штаба тыла 26-го стрелкового корпуса. До 1947 года работал начальником отдела демонтажа Трофейного управления Вооруженных сил СССР.
В 1949—1950 годах — директор совхоза «Болдино» в Московской области.
Затем — персональный пенсионер в городе Москве, где и умер в апреле 1980 года.

## Награды
- орден Ленина
- орден Октябрьской Революции
- орден Отечественной войны II ст.
- орден Отечественной войны i ст.